# Angaur

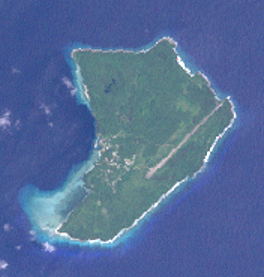
Imatge via satèl·lit de l'illa d'Angaur.

Angaur (en japones: アンガウル) o Ngeaur és una illa que forma part de la República de Palau, localitzada al sud-est de l'illa de Peleliu. Té una àrea de 8 km² i una població de 320 habitants. Tan sols existeixen dues localitats: Ngaramasch, la seva capital, ubicada a l'oest, i Rois a l'est. Angaur és accessible per vaixell o per avió. Els seus idiomes oficials són l'anglès, el japonès i l'angaur.